# 1898 في فرنسا
فيما يلي قوائم الأحداث التي وقعت خلال عام 1898 في فرنسا.

## سياسة

### تعيين في المنصب
- 1 يونيو – ألبير فرانسوا لوبران نائب فرنسي.

### انتهاء فترة المنصب
- 31 مايو – فيليب جرينيه نائب فرنسي.

## رياضة
- 10 أبريل – سباق باريس روبيه 1898 الفائزون Auguste Stéphane [الإنجليزية]‏، Édouard Wattelier [الإنجليزية]‏، موريس غارين.

## كتب
من الكتب التي صدرت هذه السنة في فرنسا:
- 1 يناير – اورينوكو الخارق من تأليف جول فيرن.

## مواليد

### فبراير
- 27 فبراير – ماريز باستي طيارة فرنسية.

### مارس
- 6 مارس – رينيه لوفيفر
- 6 مارس – كلود فريديريك أرماند شايفر

### مايو
- 16 مايو – جون فيتري رسام فرنسي.
- 18 مايو – رينيه سيمون ممثل فرنسي.

### يوليو
- 5 يوليو – روبر لاكوست سياسي فرنسي.
- 15 يوليو – هنري نيكولون ديزابييه

### أغسطس
- 13 أغسطس – جان بورترا لاعب كرة مضرب فرنسي.
- 28 أغسطس – هنري مارشان ممثل فرنسي.

### سبتمبر
- 3 سبتمبر – أندريه ماير
- 15 سبتمبر – فيليب إريا
- 17 سبتمبر – ألبرت أرنولف
- 18 سبتمبر – بول فيالار كاتب فرنسي.
- 21 سبتمبر – بول برنارد ممثل فرنسي.
- 30 سبتمبر – رونيه أدوري ممثلة فرنسية.

### أكتوبر
- 14 أكتوبر – جان آرين عالم نبات فرنسي.

### ديسمبر
- 5 ديسمبر – هنري جوهييه فيلسوف فرنسي.

## وفيات

### يناير
- 1 يناير – أوغست بومل (مواليد 1821)
- 1 يناير – ماري فرين (مواليد 1825)

### أبريل
- 18 أبريل – غوستاف مورو (مواليد 1826) رسام فرنسي.

### سبتمبر
- 4 سبتمبر – كريستيان غارنييه (مواليد 1872) جغرافي فرنسي.
- 9 سبتمبر – ستيفان مالارميه (مواليد 1842)

### أكتوبر
- 24 أكتوبر – بيير سيسيل بوفيس دي شافان (مواليد 1824) رسام فرنسي.

### ديسمبر
- 17 ديسمبر – فرديناند دي روتشيلد (مواليد 1839) سياسي بريطاني.